# Ana Paula Monteiro
Ana Paula Monteiro (23 giugno 1970) è un'ex cestista brasiliana.

## Carriera
Con il Brasile ha disputato i Campionati mondiali del 1990.